# German Valley (Illinois)
German Valley est un village du comté de Stephenson, dans l'Illinois, aux États-Unis. Il est incorporé le 31 octobre 1923. Lors du recensement de 2010, le village comptait une population de 741 habitants.

## Source de la traduction
- (en) Cet article est partiellement ou en totalité issu de l’article de Wikipédia en anglais intitulé « German Valley, Illinois » (voir la liste des auteurs).